# Хауарт, Боб
Ро́берт Ге́нри Ха́уарт (англ. Robert Henry Howarth; 20 июня 1865 — 20 августа 1938), более известный как Боб Хауарт (англ. Bob Howarth) — английский футболист, защитник. Выступал за клубы «Престон Норт Энд» и «Эвертон», а также за национальную сборную Англии. Участник команды «неуязвимых» — чемпионов Англии и обладателей Кубка Англии, не проигравших ни одного матча в сезоне 1888/89.

## Клубная карьера
Уроженец Престона, Хауарт в юности играл в регби и крикет, но в 1883 году Хауарт стал игроком футбольного клуба «Престон Норт Энд». Вскоре стал капитаном резервного состава, а в октябре 1884 года дебютировал в основном составе клуба в матче против «Грейт Левер». В сезоне 1887/88 его команда дошла до финала Кубка Англии, проиграв «Вест Бромвич Альбион». Однако уже следующий сезон стал триумфальным для «Престон Норт Энд». В 1888 году была основана Футбольная лига. Хауарт дебютировал в ней 8 сентября 1888 года в матче против «Бернли», в котором «Престон Норт Энд» одержал победу со счётом 5:2. Команда выиграла первый в истории сезон Футбольной лиги, не потерпев при этом ни одного поражения, а также выиграла Кубок Англии, обыграв в финальном матче «Вулверхэмптон Уондерерс» со счётом 3:0. Хауарт провёл за команду 18 из 22 матчей в лиге и ещё 5 — в Кубке Англии.
В сезоне 1889/90 «Престон Норт Энд» вновь стал чемпионом Англии.
В ноябре 1891 года Хауарт перешёл в «Эвертон», заплативший за его переход 200 фунтов. 5 декабря 1891 года он дебютировал за новый клуб в матче против «Блэкберн Роверс» на «Ивуд Парк» (ничья 2:2). Всего в сезоне 1891/92 он провёл за «Эвертон» 12 матчей (11 в лиге и 1 — в Кубке Англии). В сезоне 1892/93 провёл за команду 33 матча (26 в лиге и 7 — в Кубке Англии). В Кубке Англии того сезона «Эвертон» дошёл до финала, однако уступил в нём клубу «Вулверхэмптон Уондерерс» со счётом 0:1. В сезоне 1893/94 Хауарт провёл за команду 23 матча (22 из них — в лиге и 1 — в Кубке Англии). В том сезоне он был капитаном «Эвертона».
10 сентября 1894 года Боб Хауарт вернулся в «Престон Норт Энд». Выступал за клуб до 1899 года.
Один из источников конца XIX века описал Боба Хауарта как «мощного и грозного крайнего защитника».

## Карьера в сборной
5 февраля 1887 года Хауарт дебютировал за сборную Англии в матче против сборной Ирландии, в котором англичане одержали победу со счётом 7:0.
Всего провёл за сборную Англии 5 матчей (все — на позиции правого защитника).

#### Список матчей за сборную
| № | Дата           | Стадион                 | Соперник  | Результат | Турнир                  |
| - | -------------- | ----------------------- | --------- | --------- | ----------------------- |
| 1 | 5 февраля 1887 | «Брэмолл Лейн», Шеффилд | Ирландия  | 7:0       | Домашний чемпионат 1887 |
| 2 | 4 февраля 1888 | «Нантуич Роуд», Кру     | Уэльс     | 5:1       | Домашний чемпионат 1888 |
| 3 | 17 марта 1888  | «Хэмпден Парк», Глазго  | Шотландия | 5:0       | Домашний чемпионат 1888 |
| 4 | 6 апреля 1891  | «Ивуд Парк», Блэкберн   | Шотландия | 2:1       | Домашний чемпионат 1891 |
| 5 | 3 марта 1894   | «Солитьюд», Белфаст     | Ирландия  | 2:2       | Домашний чемпионат 1894 |

Итого: 5 матчей / 0 голов; 4 победы, 1 ничья, 0 поражений.

## Достижения
«Престон Норт Энд»
- Чемпион Англии (2): 1888/89, 1889/90
- Обладатель Кубка Англии: 1888/89
- Финалист Кубка Англии: 1887/88

«Эвертон»
- Финалист Кубка Англии: 1892/93

Сборная Англии
- Победитель Домашнего чемпионата: 1887/88, 1890/91

## Вне футбола
Помимо футбола профессионально играл в бейсбол за бейсбольный клуб «Престон Норт Энд» в 1890 году.
Также работал солиситором в Престона.